# Gregory Crewdson
Gregory Crewdson, född 26 september 1962 i Park Slope, Brooklyn, är en amerikansk fotograf.

## Biografi
Crewdson avlade 1988 masterexamen i fotografi vid Yale University. Fem år senare blev han medlem av universitetets fakultet. Senare utnämndes han till biträdande professor vid nämnda universitet.
Handlingen i Crewdsons fotografier utspelas vanligtvis i amerikanska småstäder och skildrar dramatiska händelser. Det handlar ofta om oroande och surrealistiska miljöer. I bildsviten Twilight (1998–2002) ingår fotografiet Untitled (Ophelia) (2001), där Ofelia flyter i ett översvämmat vardagsrum, iförd ett tunt, vitt nattlinne. På ett bord står en öppnad tablettburk och ett glas vatten.
Enligt sig själv har Crewdson låtit sig inspireras av filmerna Studie i brott, Trasdockan, Närkontakt av tredje graden, Blue Velvet och Safe samt konstnären Edward Hopper och fotografen Diane Arbus.